# Zineb Hattab
Zineb Hattab   (Blanes, 23 de juliol de 1989), també coneguda com a Zizi Hattab, és una xef catalana d'ascendència marroquina, propietària del restaurant vegà KLE a Zúric, a Suïssa. Va ser seleccionada com a descobriment de l'any per Gault Millau l'any d'obertura del restaurant el 2020, i és la primera xef vegana a Suïssa a rebre una estrella verda Michelin. La cuina de Hattab destaca per sabors intensos i plats complexos i equilibrats en un ambient informal.

## Vida primerenca
Nascuda el 23 de juliol de 1989 a Blanes, és filla de pares immigrants del Marroc que van arribar de forma il·legal al país en la dècada de 1980 i es van establir a la Costa Brava. Va créixer a Blanes.

## Formació
El 2007, es va traslladar a Barcelona per a estudiar enginyeria. Durant l'etapa universitària, va viure en un pis d'estudiants on va començar a cuinar per a amistats i familiars.

## Carrera
El 2012, es va mudar a Suïssa, on va treballar dos anys com a desenvolupadora de programari en una empresa d'enginyeria. El 2014, a l'edat de 24 anys, va decidir deixar la vida empresarial i va començar una nova carrera com a cuinera. Va treballar a Osteria Francescana de Massimo Bottura, Nerua de Josean Alija, El Celler de Can Roca dels germans Roca i a Schloss Schauenstein per a Andreas Caminada.
El 2017, es va desplaçar a Nova York, on va passar una temporada a Blue Hill i va treballar sota la direcció del xef Enrique Olvera al restaurant Cosme. Després de dos anys allà, va tornar a Suïssa per a obrir el seu propi restaurant.
El gener del 2020, va obrir KLE, un petit restaurant al districte Wiedikon de Zúric amb cuina i menú completament vegà. Poques setmanes després de l'obertura, Gault&Millau el va premiar amb 14 punts i va nomenar Hattab xef del mes. Durant el 2021, KLE va rebre 15 punts Gault Millau i es va convertir en el primer restaurant vegà suís guardonat amb una estrella verda Michelin.
L'octubre del 2021, va obrir la seva segona ubicació DAR amb un restaurant i un bar de còctels.

## Premis i reconeixements
- 2020: Gault Millau, Descobriment de l'any[19][20]
- 2020: Gault Millau, 14 punts[21]
- 2020: Gault Millau i American Express, Talents 2020[22]
- 2021: Gault Millau, 15 punts[23][24]
- 2021: Guia Michelin, Estrella Verda[25]
- 2022: Guia Michelin, Estrella Michelin
- 2022. Llista The World's 50 Best Restaurants en la categoria de pioners de l'hostaleria[26]
- 2022: Núm. 23 del rànquing de les 25 millors xefs d'Espanya[27]

## Publicacions
- Hattab, Zineb. The taste of love.  Lübbe, 2022. ISBN 978-3404174683. Arxivat 2023-03-06 a Wayback Machine.